# Dipartimenti del Senegal

Dipartimenti e regioni del Senegal

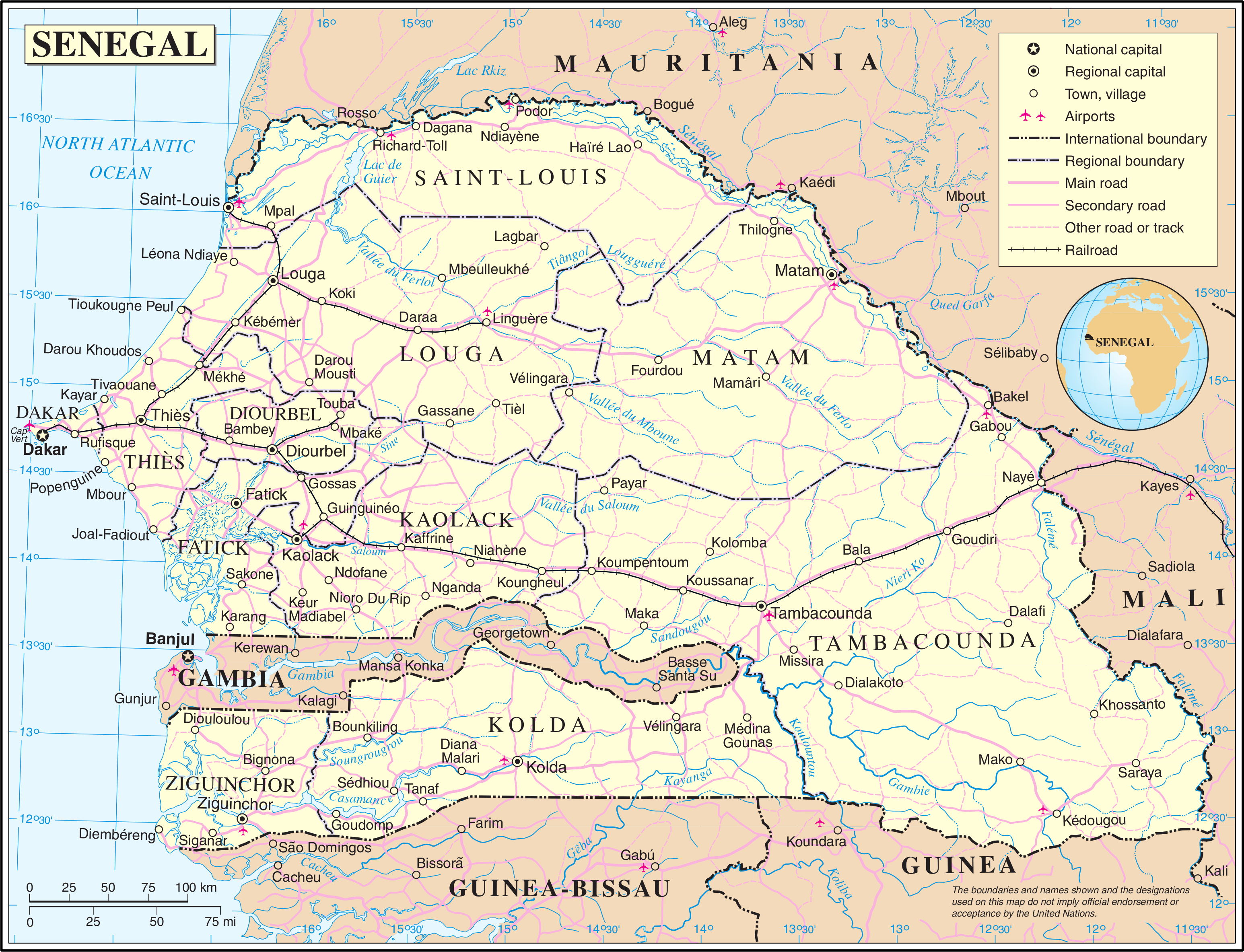
Mappa del Senegal

I dipartimenti del Senegal costituiscono la suddivisione territoriale di secondo livello del Paese, dopo le regioni, e ammontano a 45.

## Lista

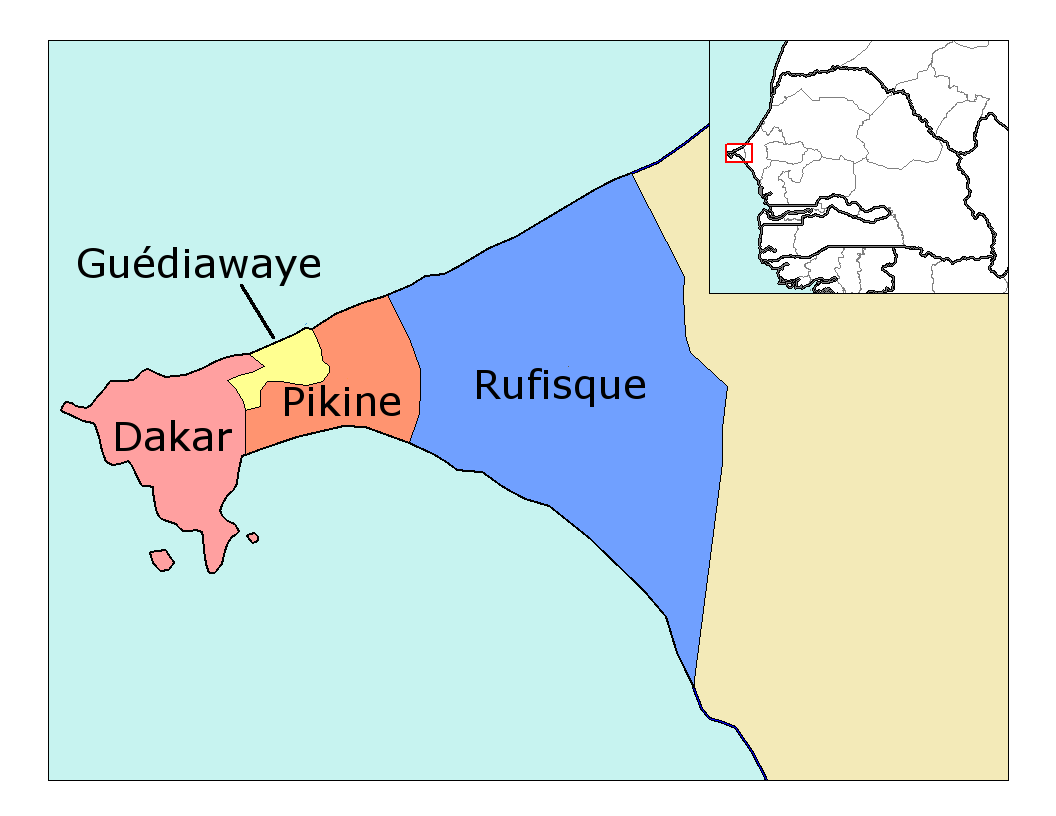
Dipartimenti della Regione di Dakar

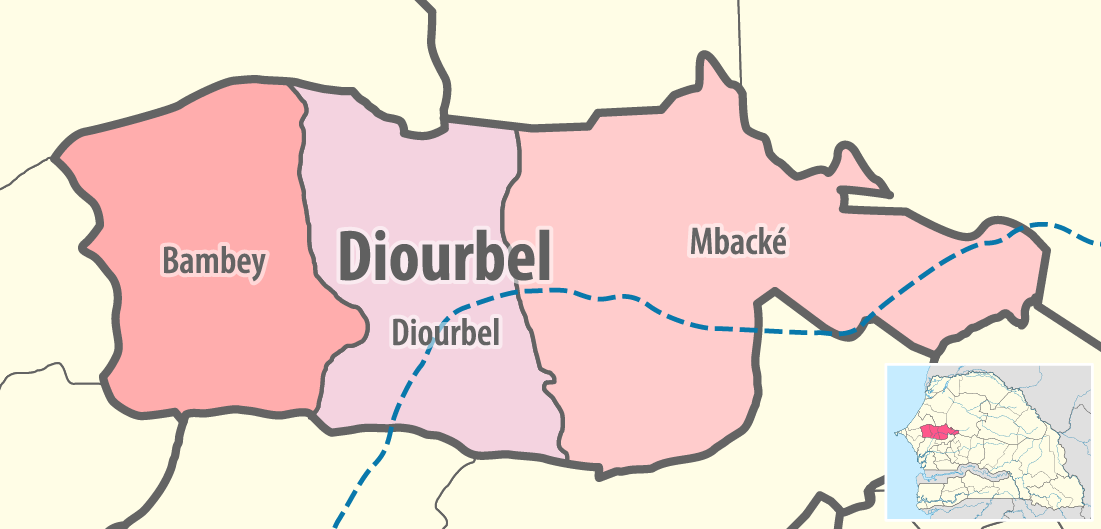
Dipartimenti della Regione di Diourbel

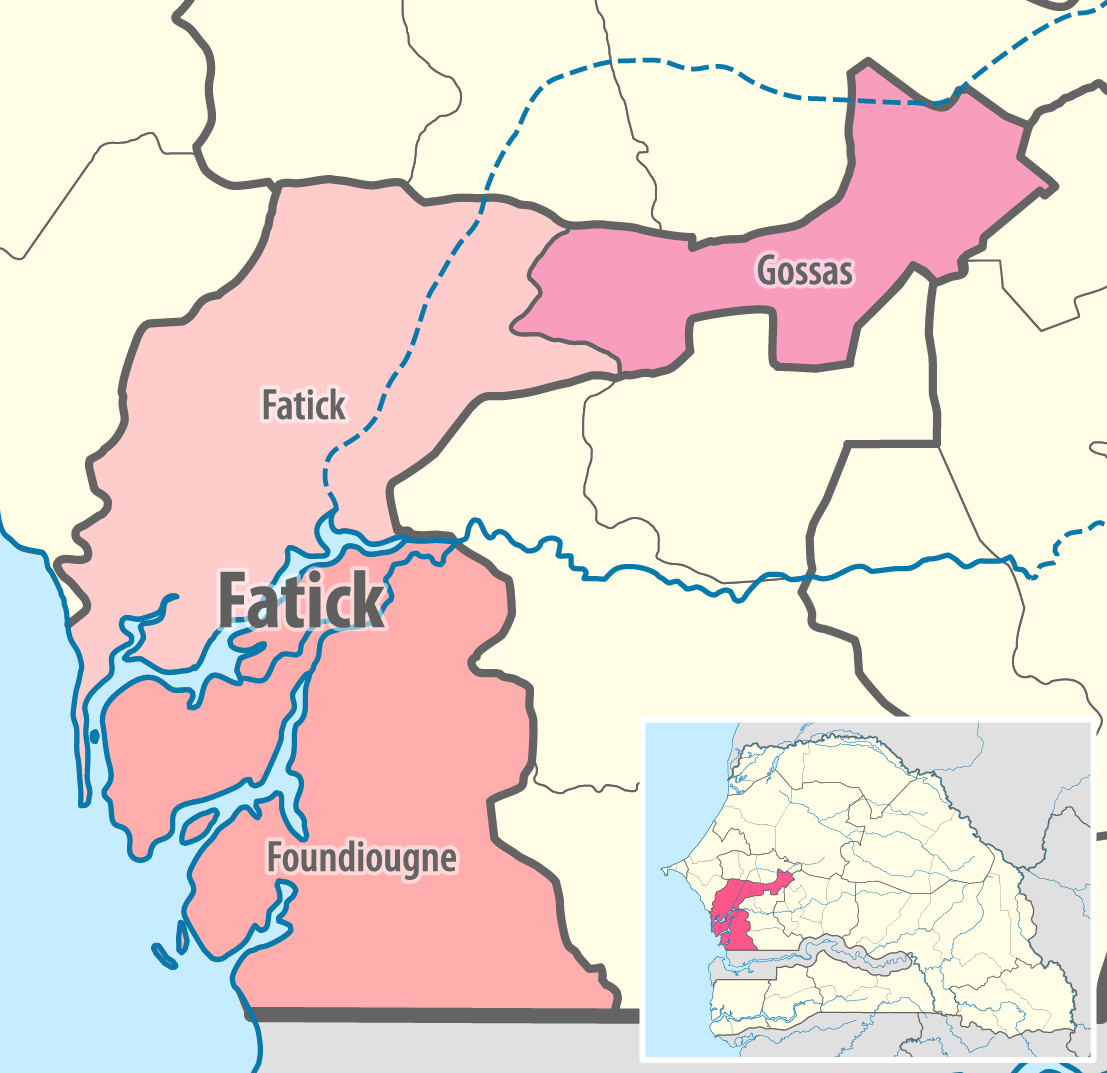
Dipartimenti della Regione di Fatick

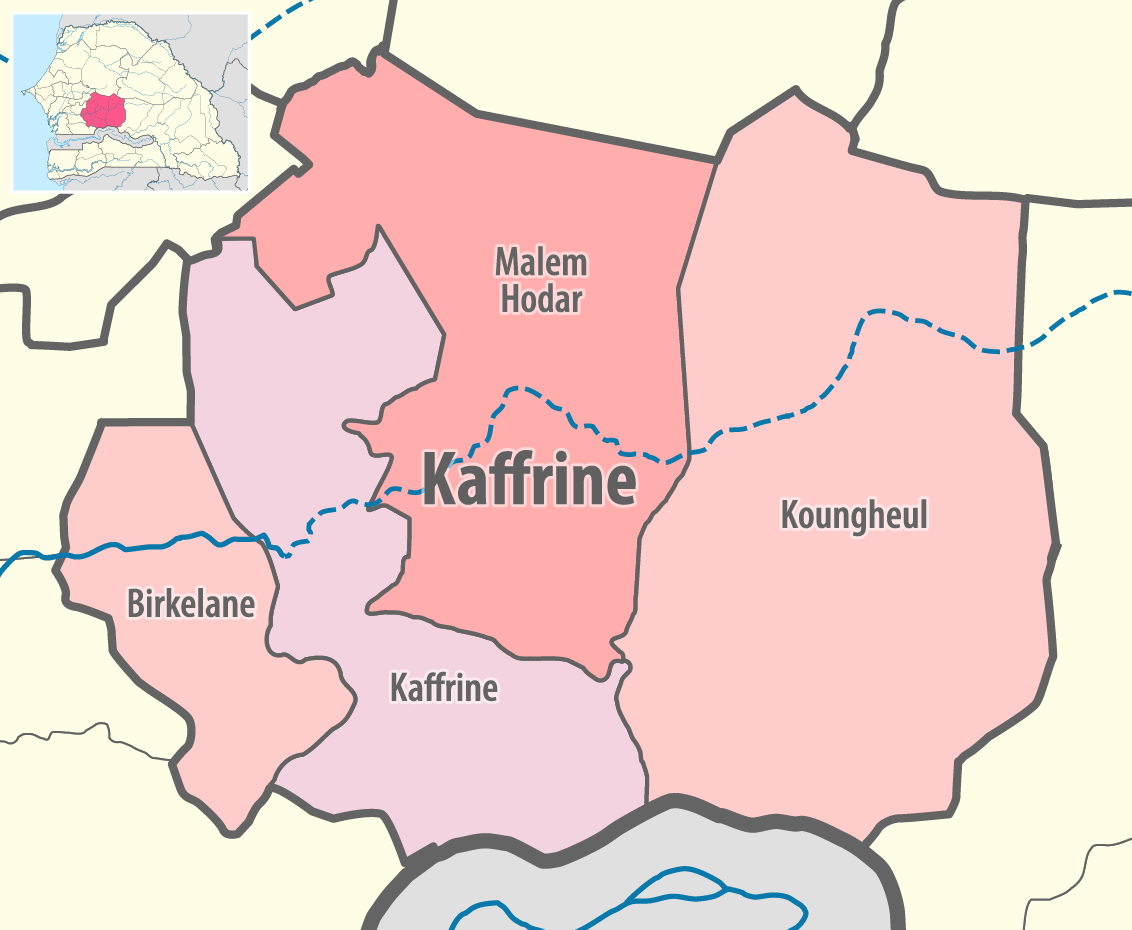
Dipartimenti della Regione di Kaffrine

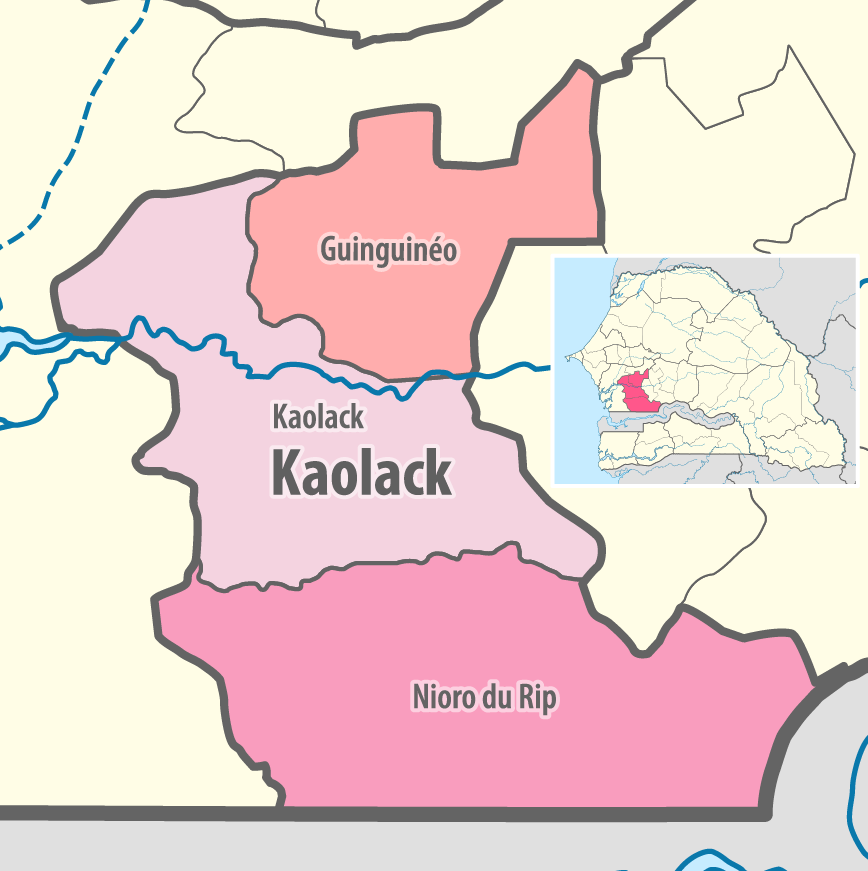
Dipartimenti della Regione di Kaolack

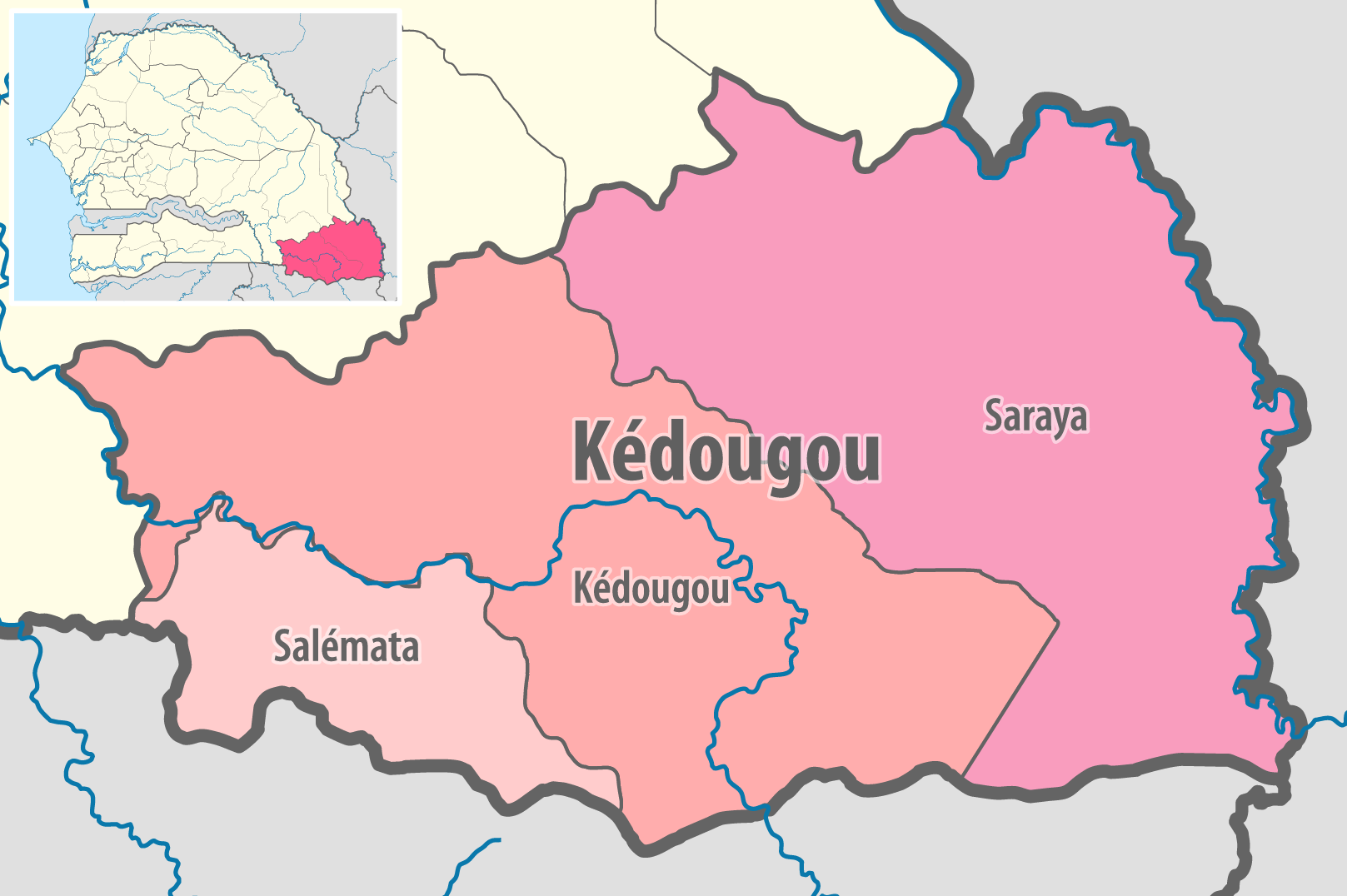
Dipartimenti della Regione di Kédougou

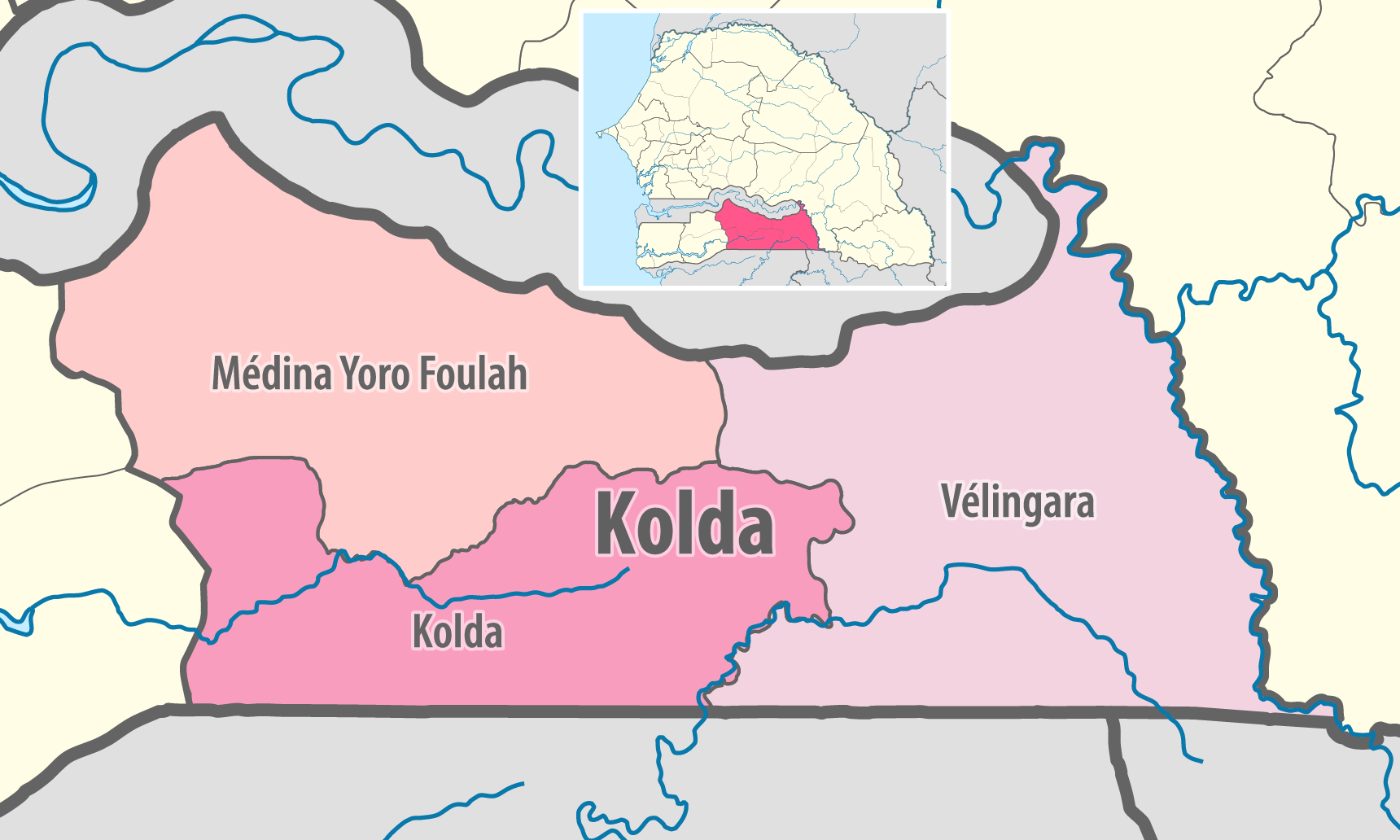
Dipartimenti della Regione di Kolda

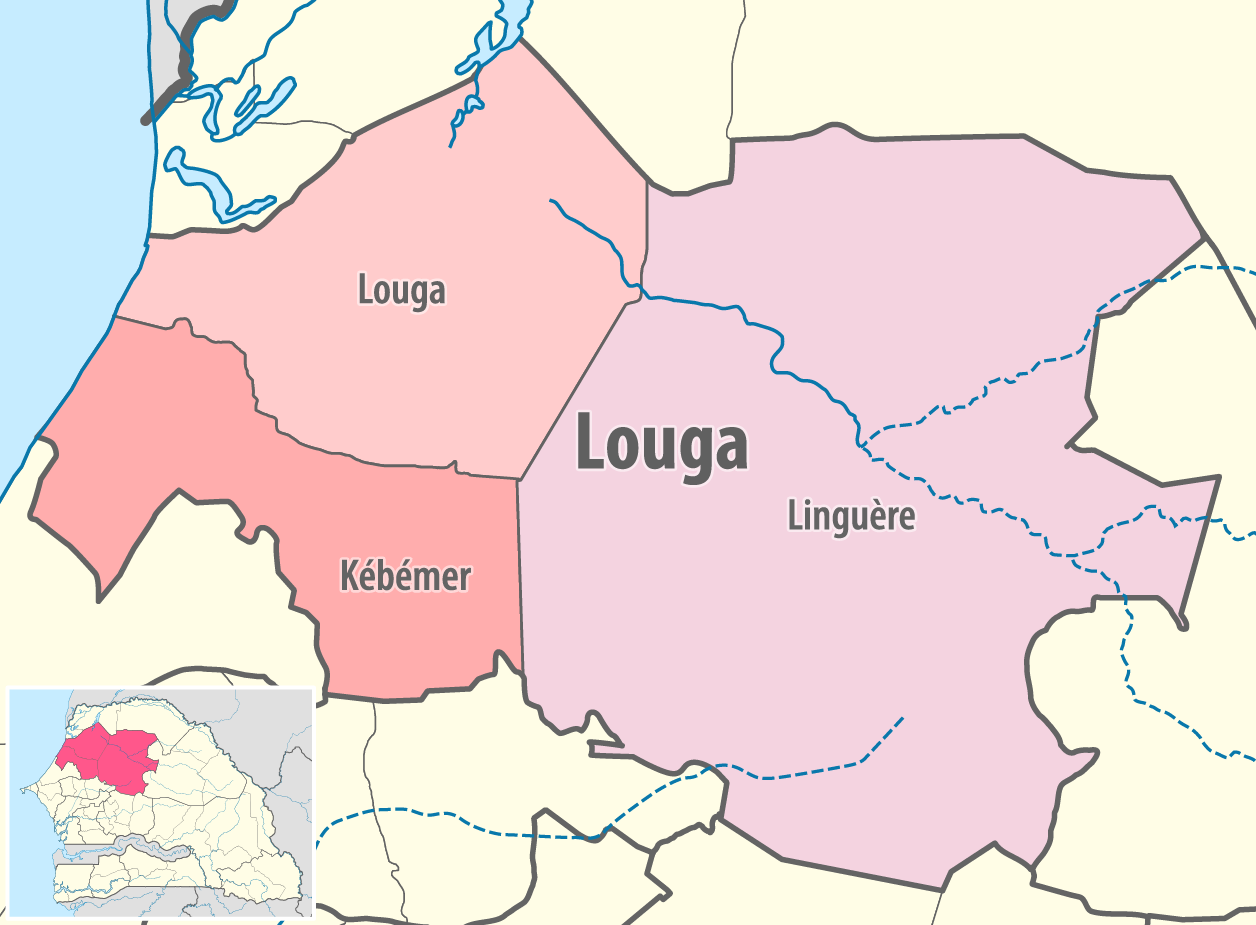
Dipartimenti della Regione di Louga

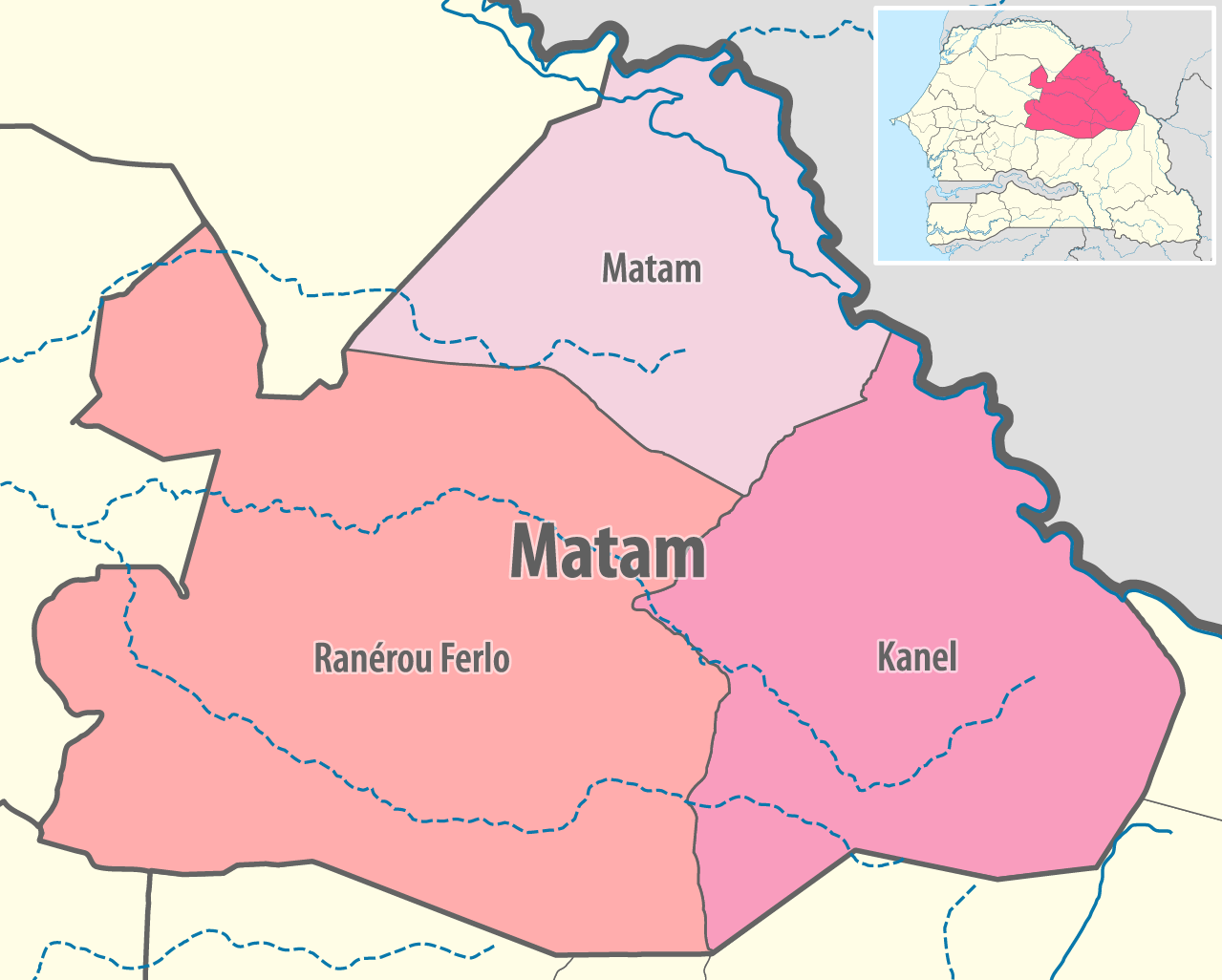
Dipartimenti della Regione di Matam

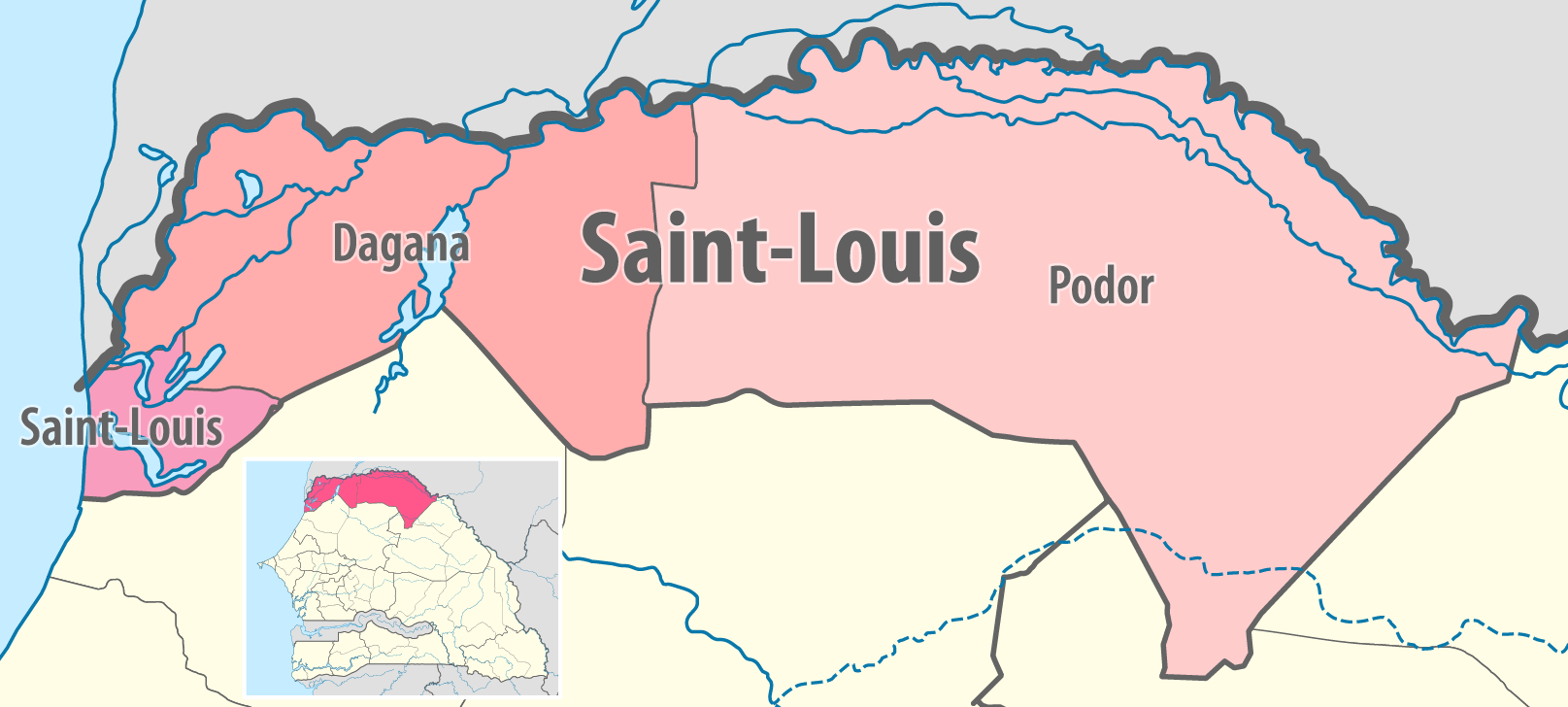
Dipartimenti della Regione di Saint-Louis

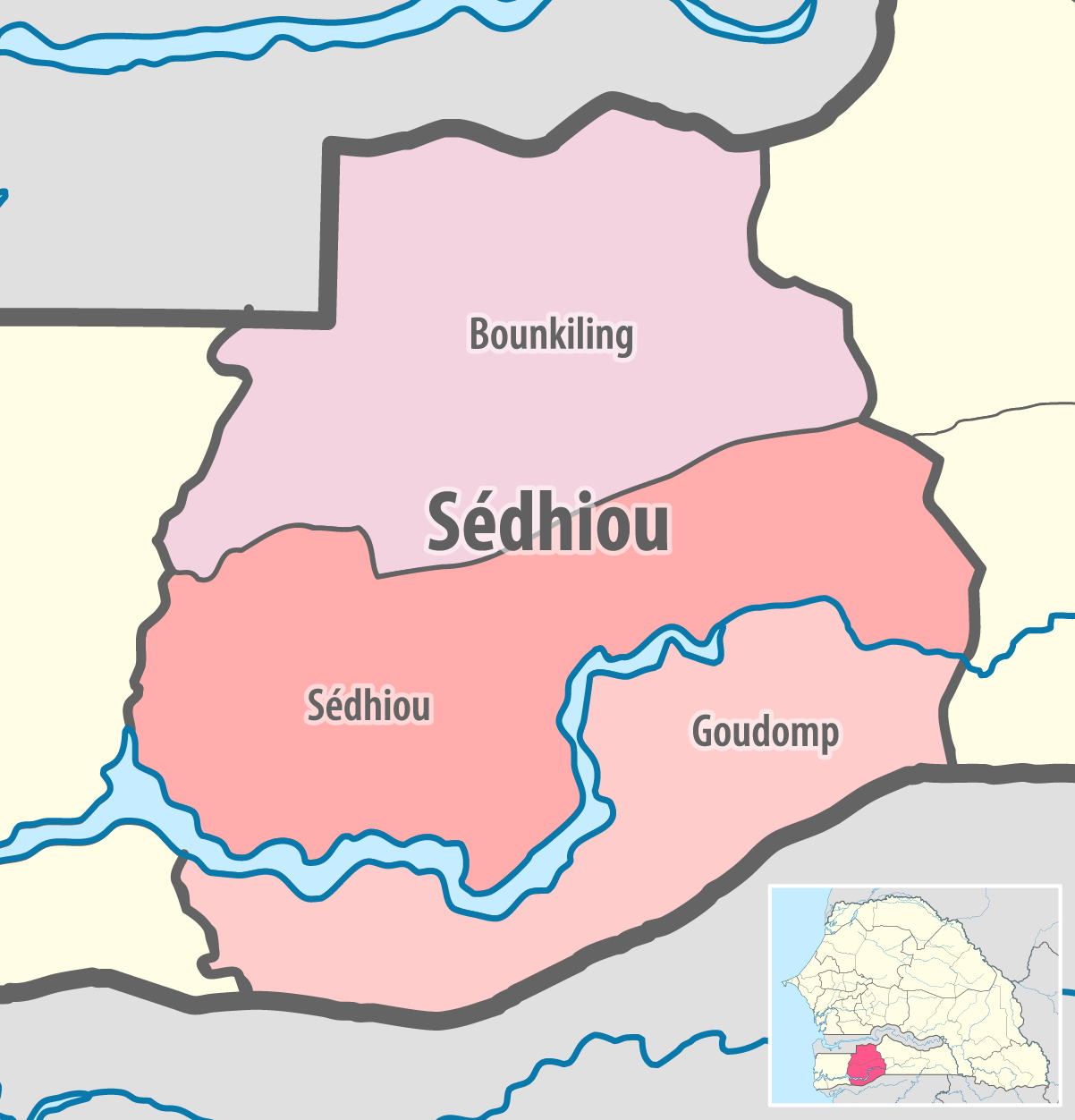
Dipartimenti della Regione di Sédhiou

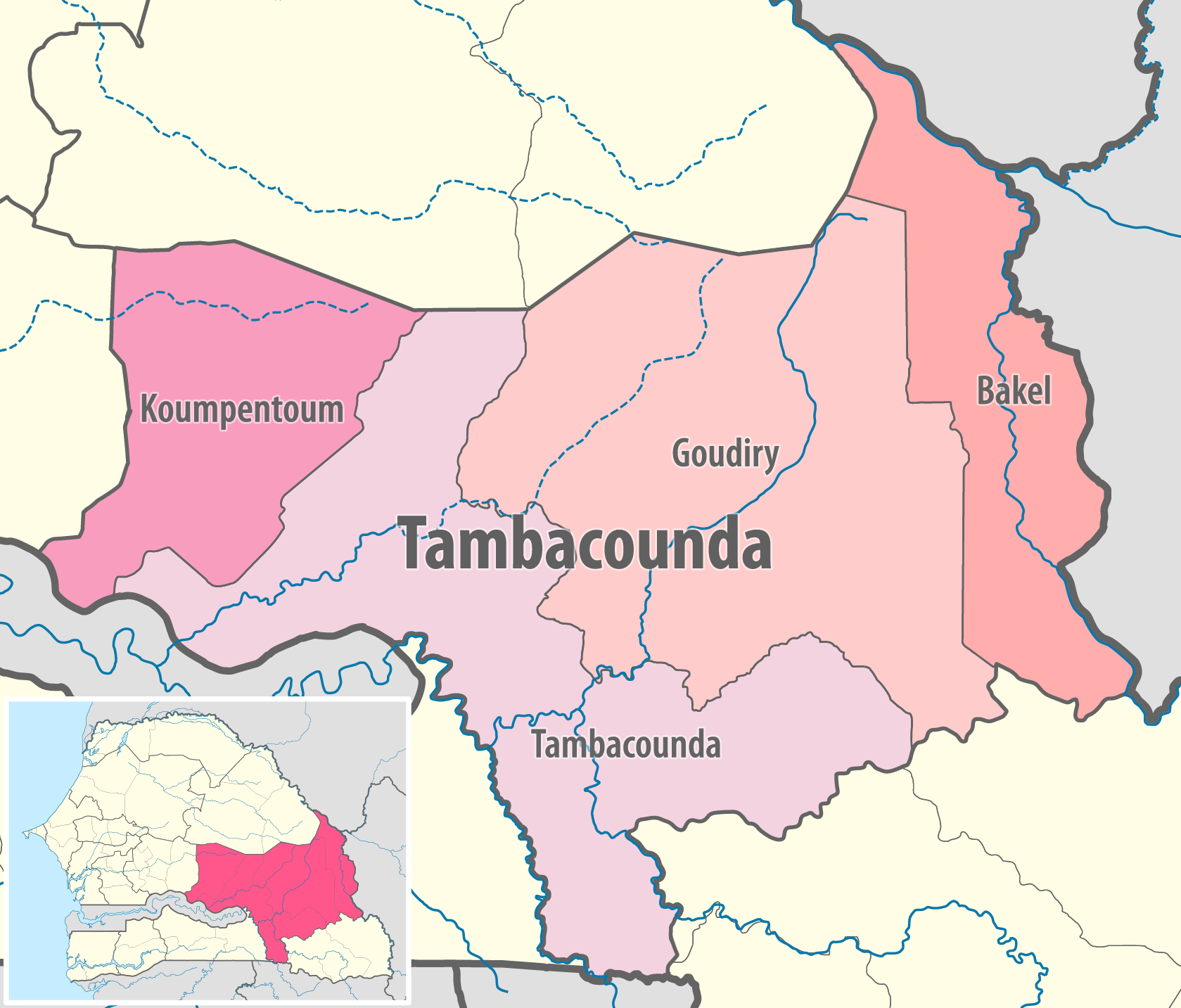
Dipartimenti della Regione di Tambacounda

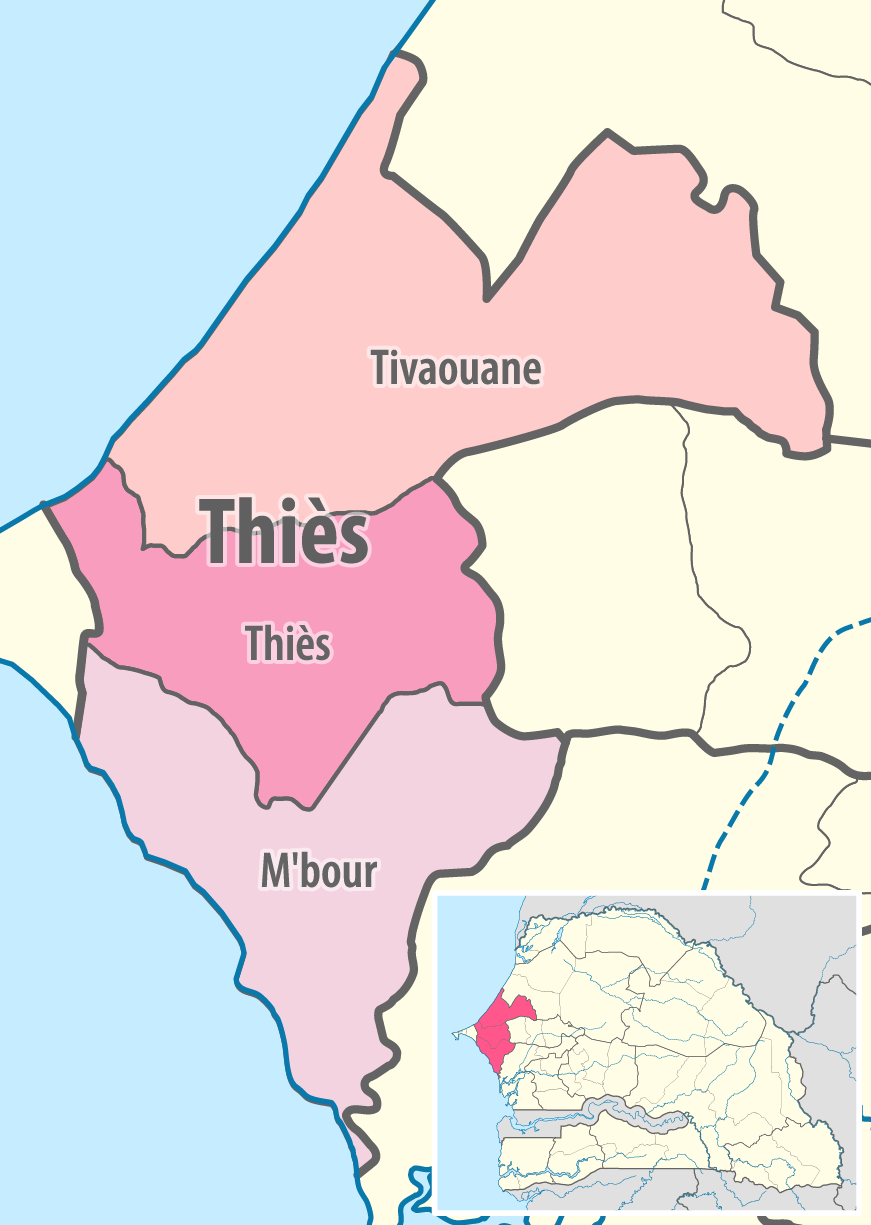
Dipartimenti della Regione di Thiès

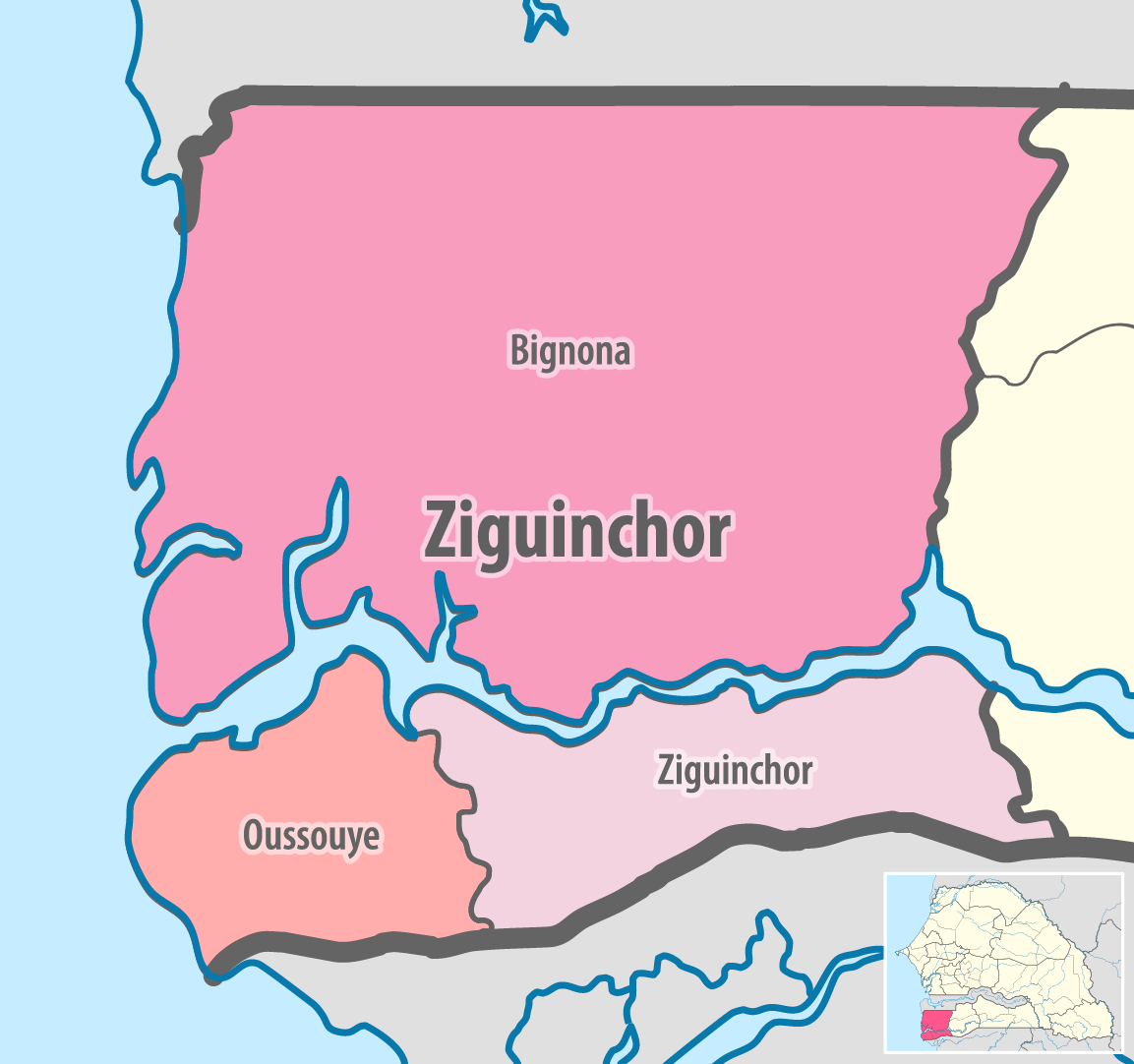
Dipartimenti della Regione di Ziguinchor

Regione di Dakar
| Dipartimento               | Capoluogo  |
| -------------------------- | ---------- |
| Dipartimento di Dakar      | Dakar      |
| Dipartimento di Guédiawaye | Guédiawaye |
| Dipartimento di Pikine     | Pikine     |
| Dipartimento di Rufisque   | Rufisque   |

Regione di Diourbel
| Dipartimento             | Capoluogo |
| ------------------------ | --------- |
| Dipartimento di Bambey   | Bambey    |
| Dipartimento di Diourbel | Diourbel  |
| Dipartimento di Mbacké   | Mbacké    |

Regione di Fatick
| Dipartimento                | Capoluogo   |
| --------------------------- | ----------- |
| Dipartimento di Fatick      | Fatick      |
| Dipartimento di Foundiougne | Foundiougne |
| Dipartimento di Gossas      | Gossas      |

Regione di Kaffrine
| Dipartimento                 | Capoluogo    |
| ---------------------------- | ------------ |
| Dipartimento di Kaffrine     | Kaffrine     |
| Dipartimento di Birkelane    | Birkelane    |
| Dipartimento di Koungheul    | Koungheul    |
| Dipartimento di Malem Hoddar | Malem Hoddar |

Regione di Kaolack
| Dipartimento                 | Capoluogo    |
| ---------------------------- | ------------ |
| Dipartimento di Guinguinéo   | Guinguinéo   |
| Dipartimento di Kaolack      | Kaolack      |
| Dipartimento di Nioro du Rip | Nioro du Rip |

Regione di Kédougou
| Dipartimento             | Capoluogo |
| ------------------------ | --------- |
| Dipartimento di Kédougou | Kédougou  |
| Dipartimento di Salémata | Salémata  |
| Dipartimento di Saraya   | Saraya    |

Regione di Kolda
| Dipartimento                       | Capoluogo          |
| ---------------------------------- | ------------------ |
| Dipartimento di Kolda              | Kolda              |
| Dipartimento di Médina Yoro Foulah | Médina Yoro Foulah |
| Dipartimento di Vélingara          | Vélingara          |

Regione di Louga
| Dipartimento             | Capoluogo |
| ------------------------ | --------- |
| Dipartimento di Kébémer  | Kébémer   |
| Dipartimento di Linguère | Linguère  |
| Dipartimento di Louga    | Louga     |

Regione di Matam
| Dipartimento                  | Capoluogo     |
| ----------------------------- | ------------- |
| Dipartimento di Kanel         | Kanel         |
| Dipartimento di Matam         | Matam         |
| Dipartimento di Ranérou-Ferlo | Ranérou-Ferlo |

Regione di Saint-Louis
| Dipartimento                | Capoluogo   |
| --------------------------- | ----------- |
| Dipartimento di Dagana      | Dagana      |
| Dipartimento di Podor       | Podor       |
| Dipartimento di Saint-Louis | Saint-Louis |

Regione di Sédhiou
| Dipartimento               | Capoluogo  |
| -------------------------- | ---------- |
| Dipartimento di Bounkiling | Bounkiling |
| Dipartimento di Goudomp    | Goudomp    |
| Dipartimento di Sédhiou    | Sédhiou    |

Regione di Tambacounda
| Dipartimento                | Capoluogo   |
| --------------------------- | ----------- |
| Dipartimento di Bakel       | Bakel       |
| Dipartimento di Goudiry     | Goudiry     |
| Dipartimento di Koumpentoum | Koupentoum  |
| Dipartimento di Tambacounda | Tambacounda |

Regione di Thiès
| Dipartimento              | Capoluogo |
| ------------------------- | --------- |
| Dipartimento di M'bour    | M'bour    |
| Dipartimento di Thiès     | Thiès     |
| Dipartimento di Tivaouane | Tivaouane |

Regione di Ziguinchor
| Dipartimento               | Capoluogo  |
| -------------------------- | ---------- |
| Dipartimento di Bignona    | Bignona    |
| Dipartimento di Oussouye   | Oussouye   |
| Dipartimento di Ziguinchor | Ziguinchor |